# Saborsko

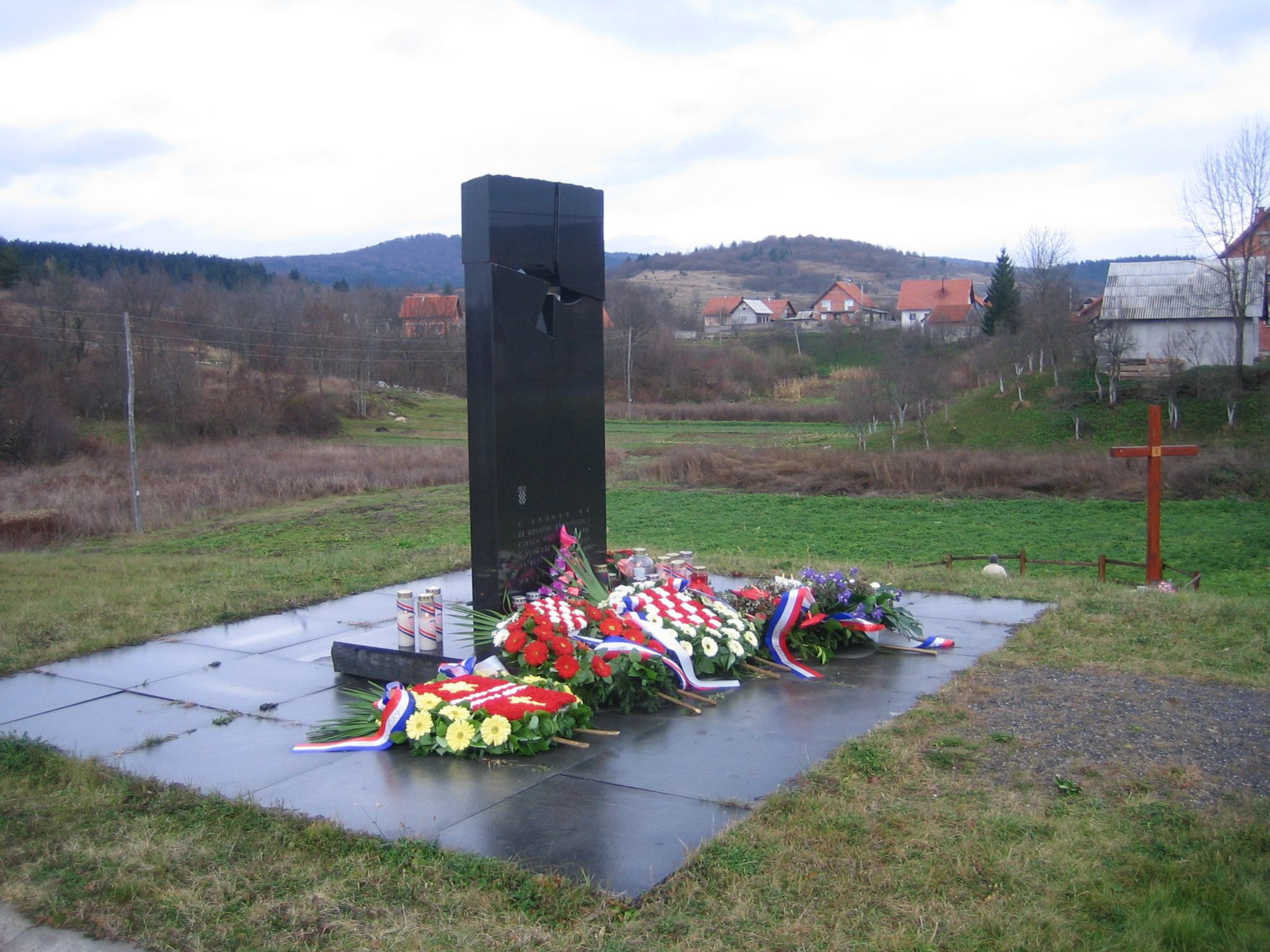
Památník Saborského masakru

Saborsko (dříve Zaborsko, srbsky Саборско) je vesnice a sídlo stejnojmenné opčiny v Chorvatsku v Karlovacké župě. Nachází se asi 15 km jihozápadně od Slunje a asi 80 km jihozápadně od Karlovace. V roce 2011 žilo v Saborsku 462 obyvatel, v celé opčině pak 632 obyvatel. Počet obyvatel opčiny i sídla dlouhodobě výrazně klesá.
V opčině se nachází celkem 4 vesnice, z nichž největší je stejnojmenné sídlo opčiny Saborsko.
- Begovac – 16 obyvatel
- Blata – 54 obyvatel
- Lička Jesenica – 100 obyvatel
- Saborsko – 462 obyvatel

Saborsko je známé tím, že se zde 12. listopadu 1991 odehrál tzv. Saborský masakr, při kterém vojáci z Jugoslávské lidové armády a chorvatští Srbové ve vesnici povraždili 29 Chorvatů.